# 新橋玉木屋
株式会社新橋玉木屋（しんばしたまきや）は、東京都港区新橋四丁目にある1782年創業の老舗の佃煮屋。

## 概要
新橋玉木屋は、1782年（天明2年）、越後の国、通称・玉木村出身の七兵衛が、江戸片側町（現・新橋）に、郷里の名にちなんだ玉木屋の屋号で、独自の製法で「座禅豆（ざぜんまめ）」を売り出したことに始まる。その後、三代目・玉木屋七兵衛のとき、佃島の漁師の保存食に着目し、小魚を煮て風味を添えた「つくだ煮」を作って売ったところ、江戸文化の中で通人たちの好みに合い大いに繁盛した。現在、伝統の味は、十代目・玉木屋七兵衛に受け継がれている。

## 営業情報
- 新橋本店 - 港区新橋4丁目 「株式会社 新橋玉木屋」2022年8月22日　新橋4-25-4　新虎通り（マッカーサー通り）に移転。
- 羽田空港店 - 大田区 第一ターミナル（JAL側）2F　出発ロビー PIER1売店、PIER4売店、第二ターミナル（ANA側）東京食賓館 時計台1番前（3F）、東京食賓館 3番時計台前（2F）、SMILE TOKYO（2F）、第三ターミナル

Edo食賓館時代館（4F）
- 銀座三越店（B2F） - 中央区銀座四丁目
- 京王新宿店（M2F） - 新宿区西新宿一丁目
- 小田急町田店（B1F） - 町田市原町田六丁目
- そごう横浜店（B2F） - 横浜市西区高島[2]

## 商品情報
- つくだ煮、白佃煮、葡萄佃煮、佃煮ふりかけ、懐石茶漬、姿煮、昆布巻・牛肉巻、花珠（煮豆）、いちじくグラッセ、みそ・のり佃煮、

## 交通アクセス
鉄道
- JR山手線、JR京浜東北線 - 新橋駅　烏森（からすもり）口　または日比谷口より徒歩6分
- 東京メトロ銀座線 - 新橋駅より徒歩8分、都営地下鉄大江戸線 - 汐留駅より徒歩6分

## ギャラリー

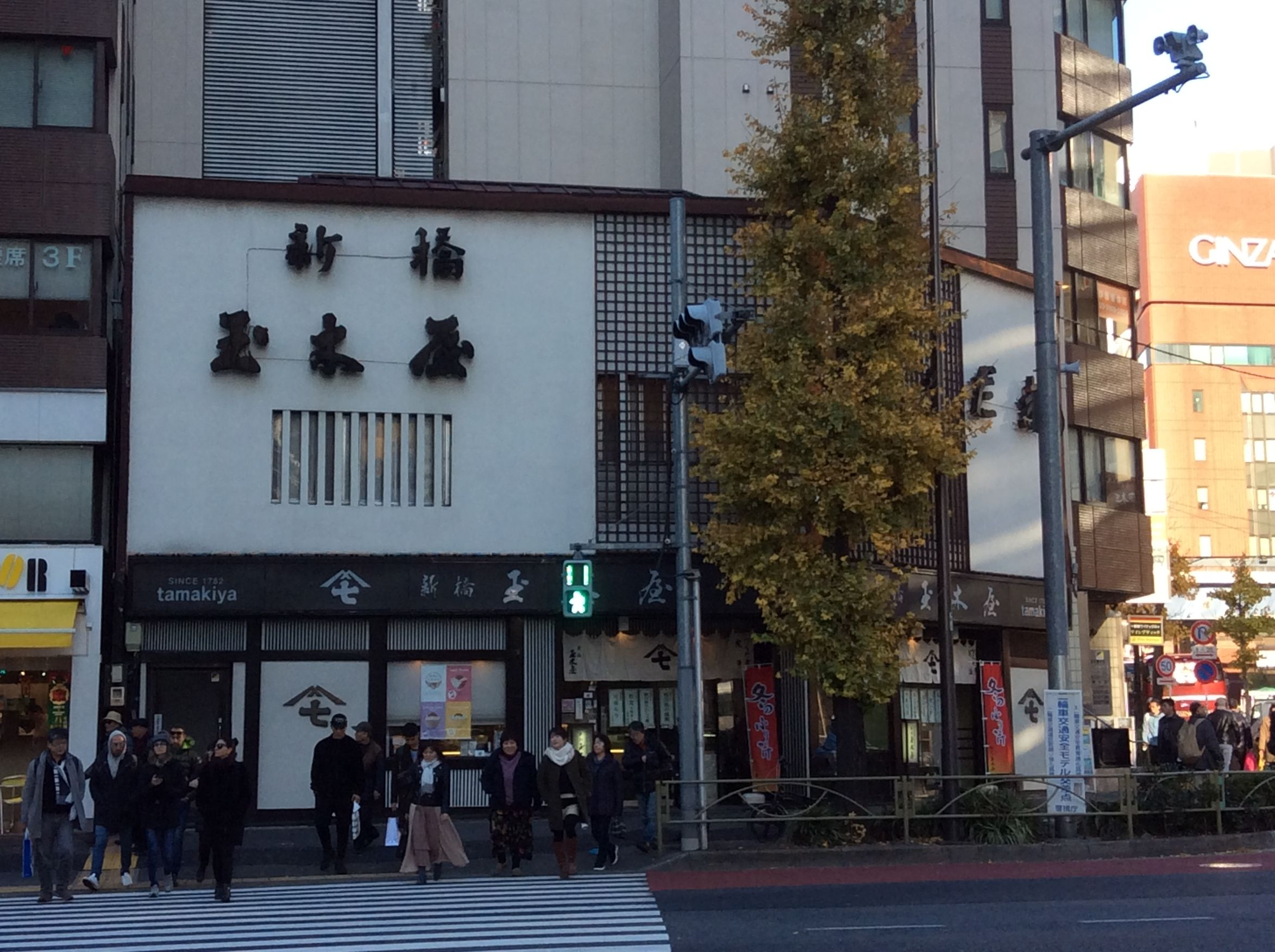
旧本店 南側外観（2017年12月9日撮影）
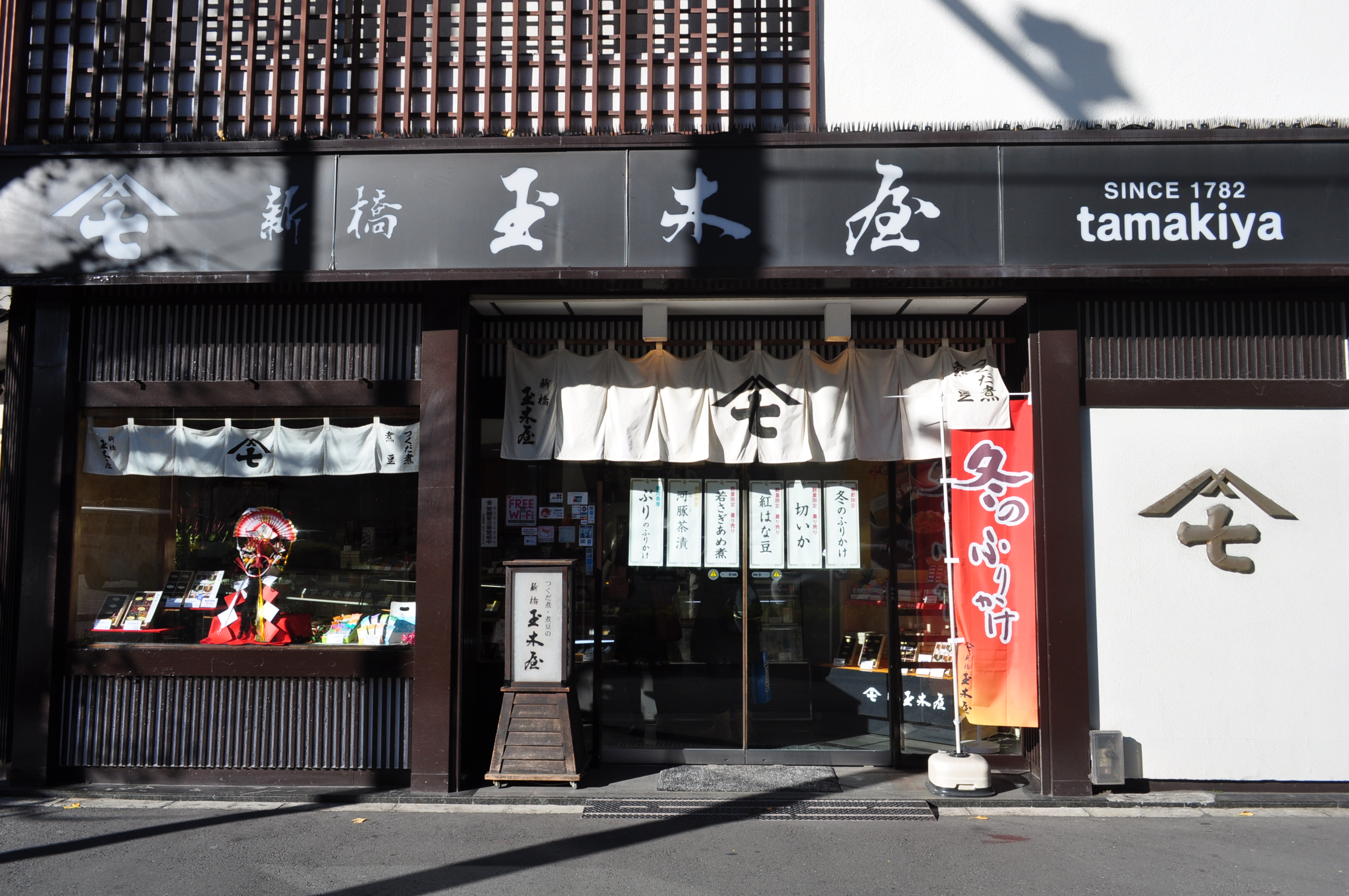
旧本店 東側入口（2017年12月29日撮影）
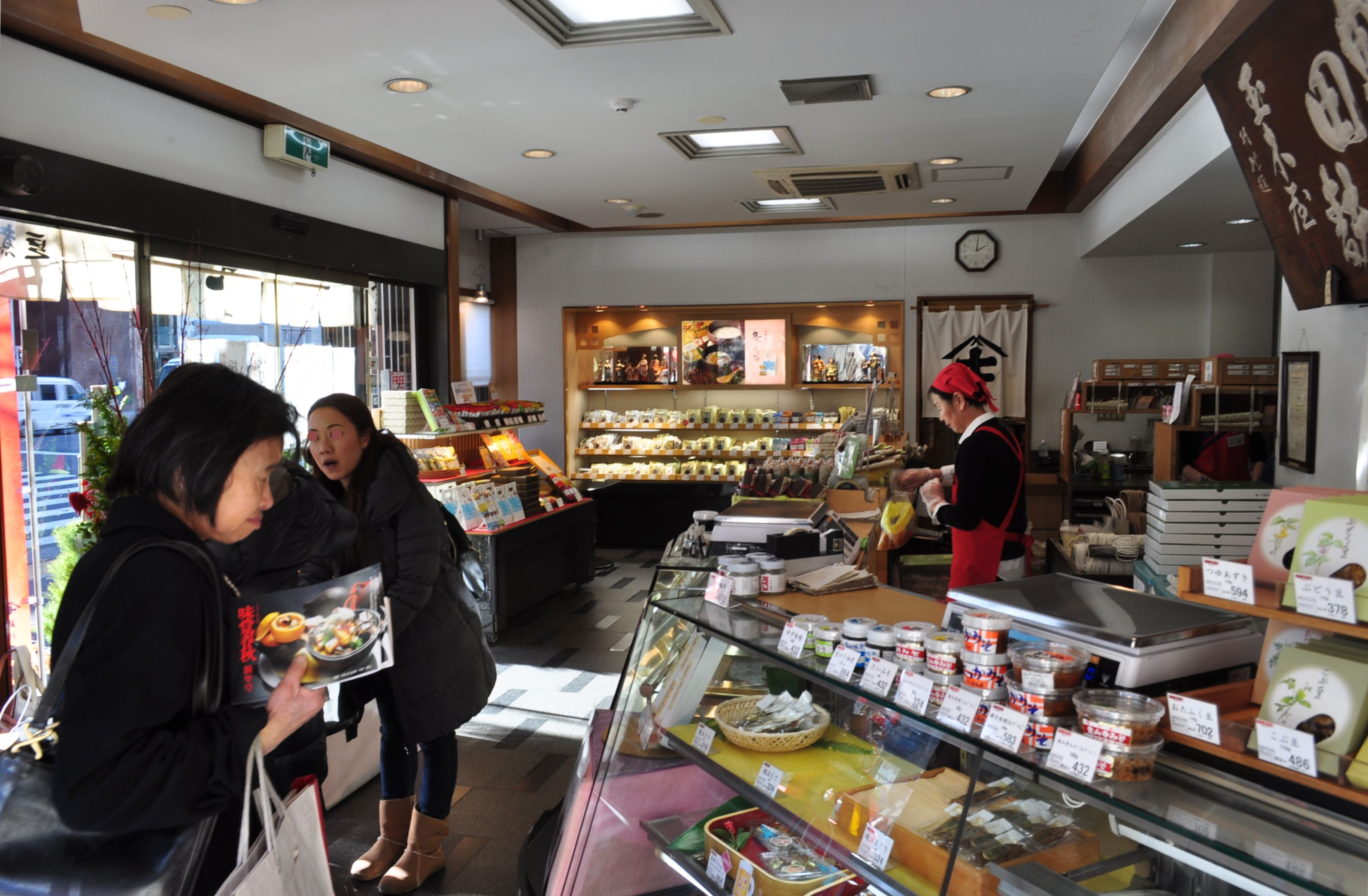
旧本店 店内（2017年12月29日撮影）
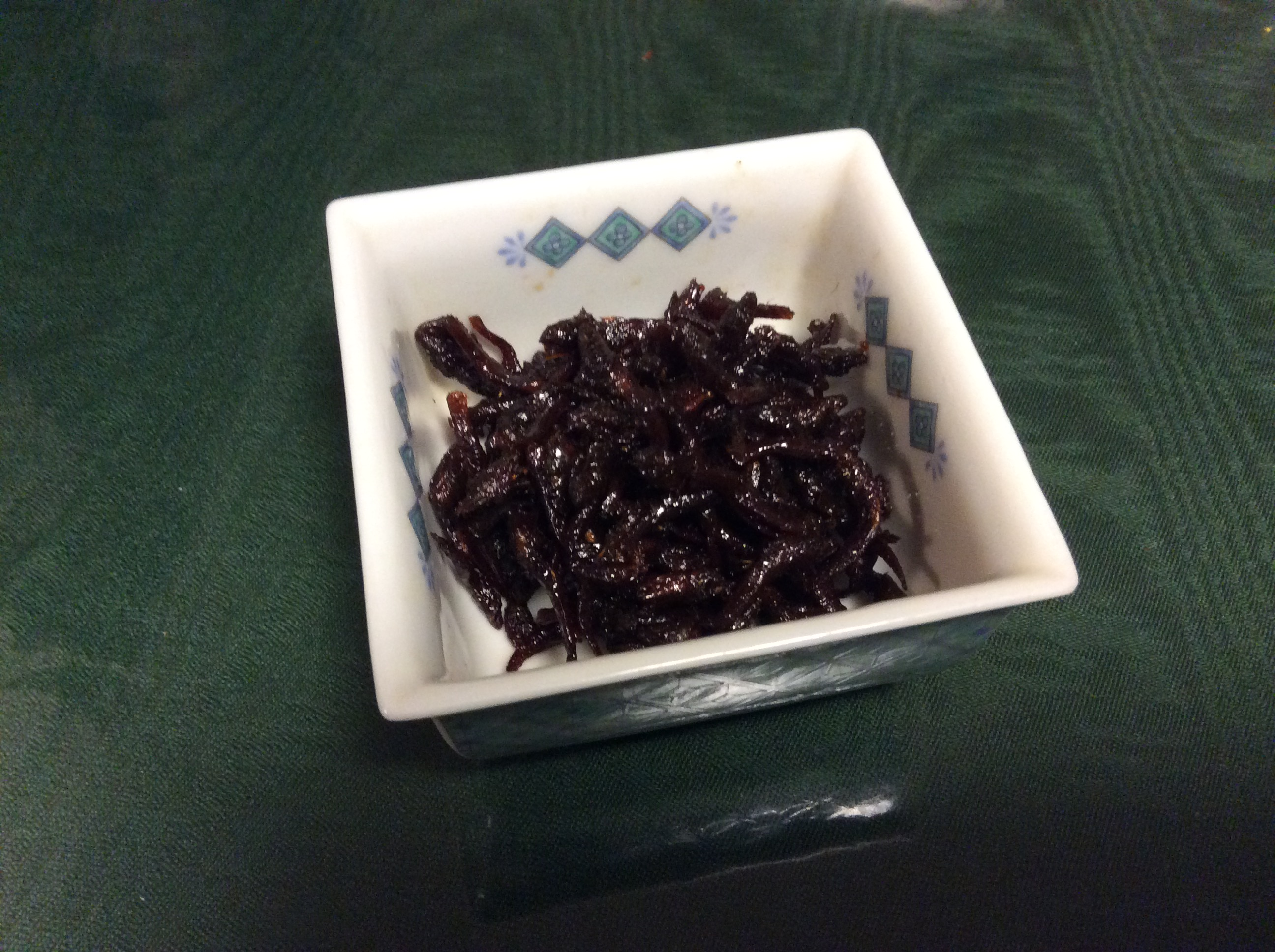
ハゼの佃煮（2017年12月29日撮影）
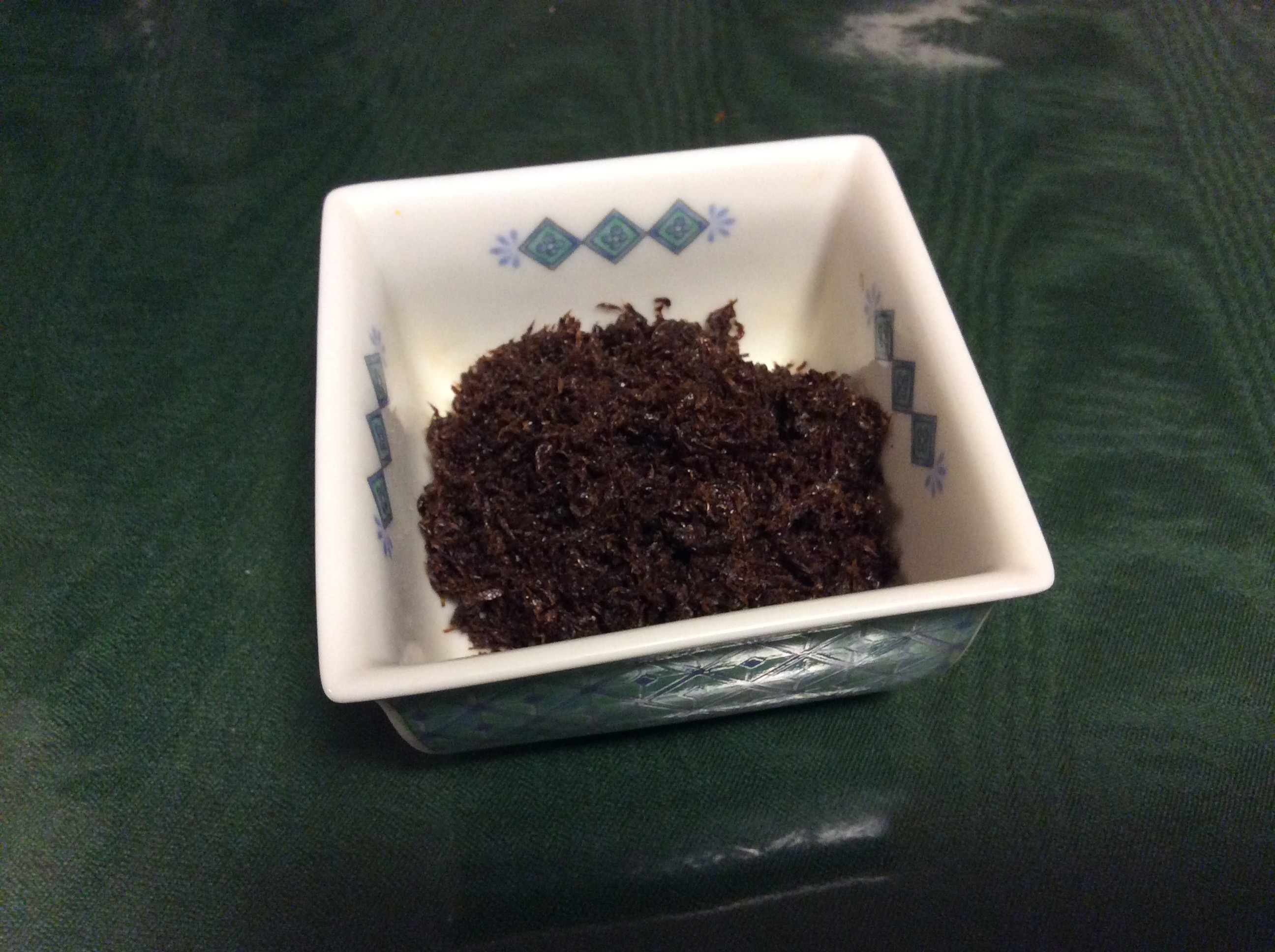
アミの佃煮（2017年12月29日撮影）
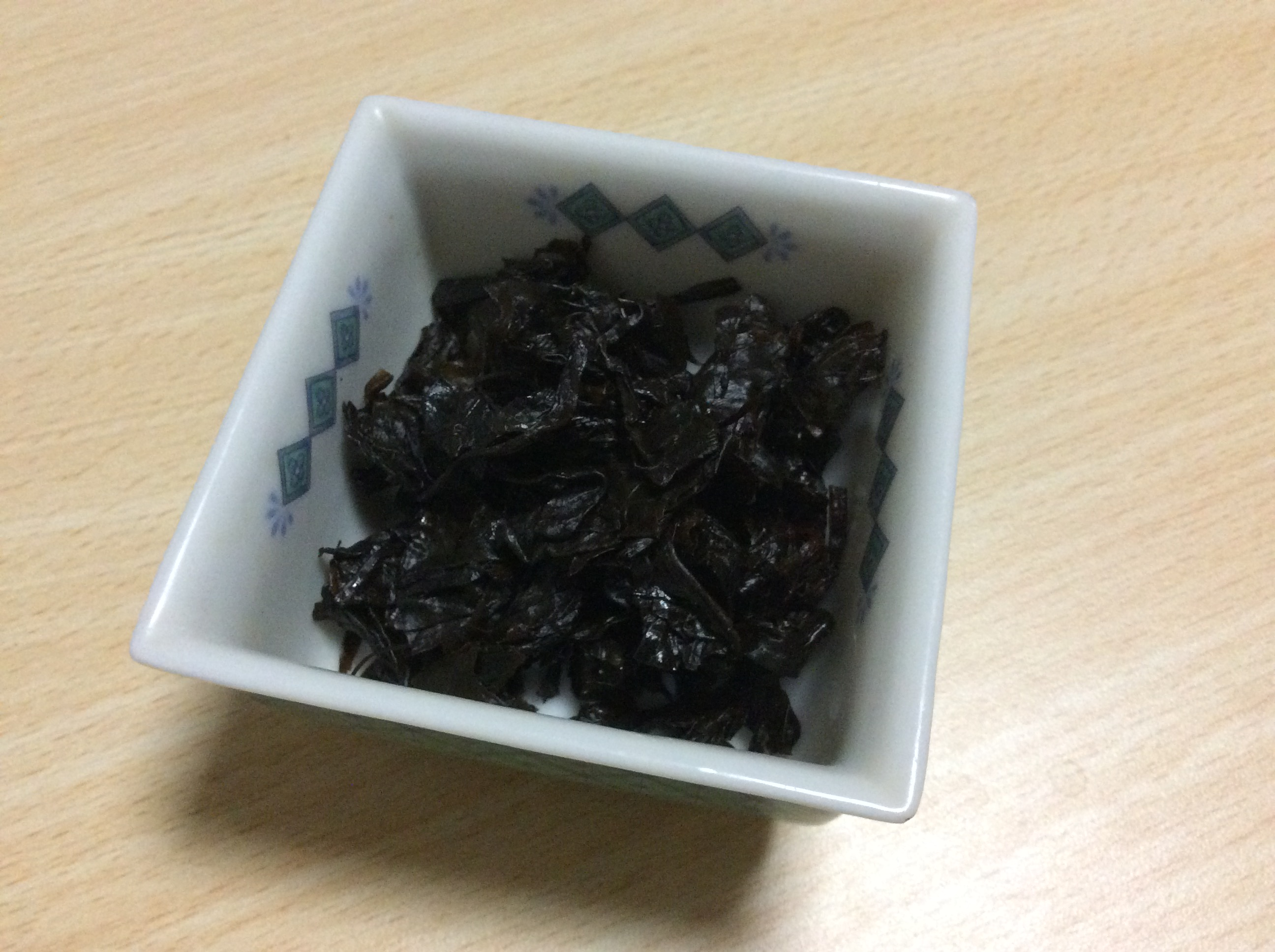
葉唐辛子（ハトウガラシ 2017年12月10日撮影）
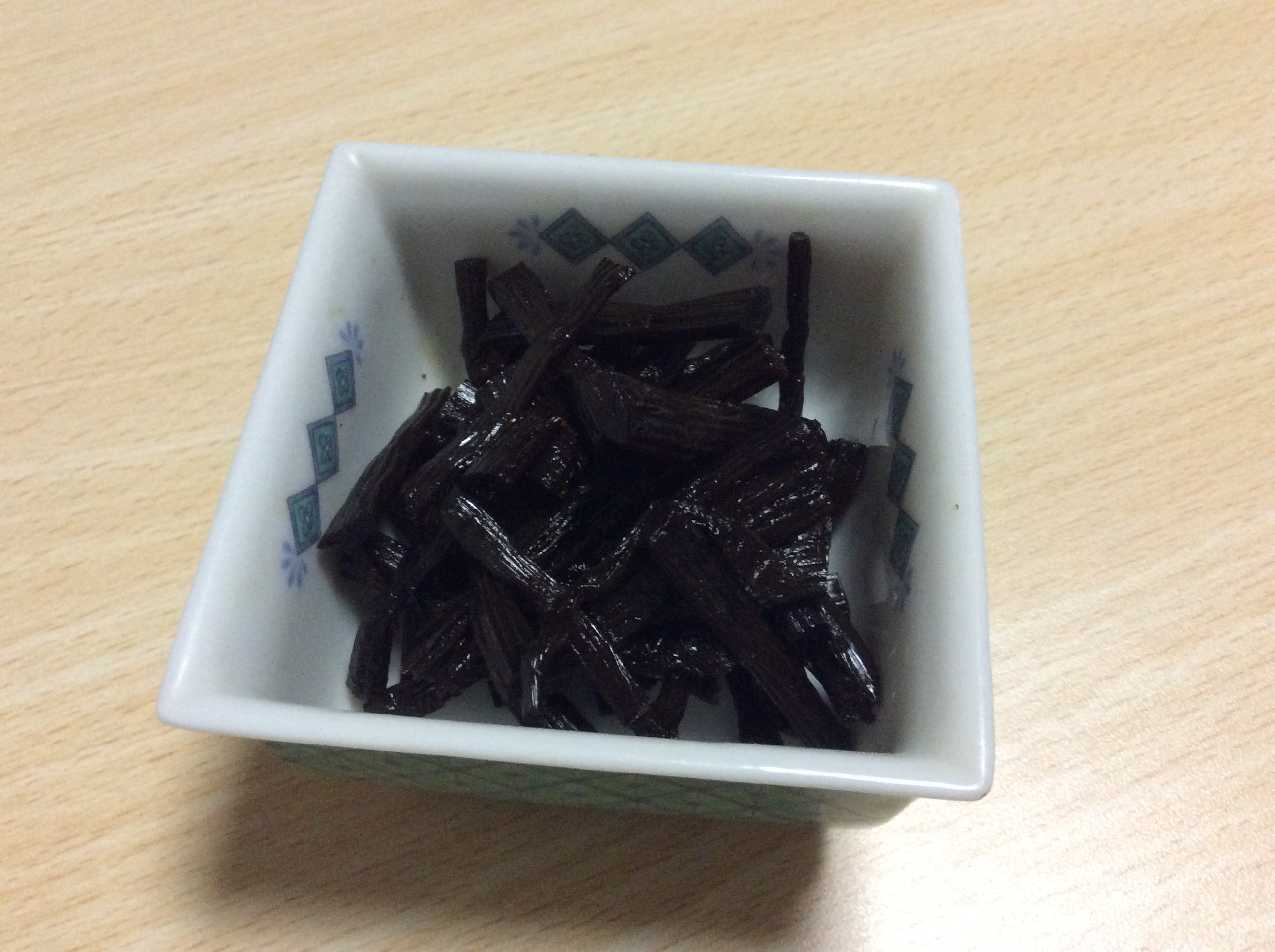
伽羅蕗（キャラブキ 2017年12月10日撮影）